# مقاطع شيروكية
المقاطع الشيروكية هي نظام كتابة مقطعية تكتب به اللغة الشيروكية. اخترع هذا النظام صائغ شيروكي اسمه سيكوياه في أول العقد الثالث من القرن التاسع عشر (1820). الجدير بالذكر ان سيكوياه لم يكن يقرأ أو يكتب بأي لغة قبل ان يخترع المقاطع الشيروكية. قد تبدو بعض (و ليس كل) المقاطع الشيروكية مشابهة للحروف اللاتينية، ولكن لفظها لا يمت بصلة إلى اللفظ اللاتيني للحرف (مثلا: GWY تلفظ بالإنجليزية «جوي» وبالشيروكية «تسا-لا-جي»). يحتوي هذا النظام على 85 مقطعا (في الأصل 86).

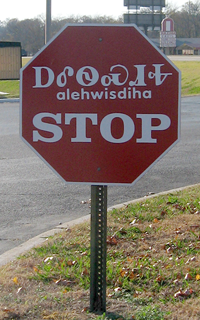
اليهويسديها (توقف) بالشيروكية. لاحظ ان المقطع الأول مطابق لحرف "D" الإنجليزي بينما يلفظ "أ".

## تاريخ
أعجب صائغ فضة شيروكي اسمه سيكوياه بقدرة المستوطنين الاوروبيين على التواصل من خلال الأوراق، فقرر (رغم أنه أمي) ان يقلد الأوربيين. حاول سيكوياه ان يرسم لكل كلمة شكلا (كما في اللغة الصينية)، ولكنه ادرك ان ذلك صعب جدا، فقرر ان يضع لكل مقطع لفظي شكلا. استعار سيكوياه إنجيلا من المستوطنين الأوروبيين وصار يقلد الحروف التي فيه، رغم انه لم يعرف كيف تلفظ هذه الحروف (مثال ذلك استعماله لشكل الحرف "W" اللاتيني للمقطع «لا» في الشيروكية وشكل الحرف "G" اللاتيني للمقطع «تسا» الشيروكي، وايضا استعماله لأشكال الأرقام 4,6,9 كحروف لأنه لم يكن يعرف ان تلك الأشكال تمثل أرقاما).

"تسا-لا-غي" بالمقاطع الشيروكية.

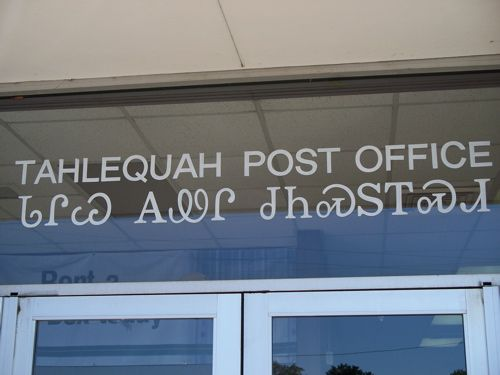
مكتب بريد في تاهليكوا، أوكلاهوما.

## الحروف
الحرف v الذي يظهر في العامود الأخير لا يدل على الصوت /v/ بل على حرف خيشومي.